# Фридрих фон Фризен
Фридрих фон Фризен (на немски: Friedrich Freiherr von Friesen; * 11 октомври 1796 в Дрезден; † 21 март 1871 в Дрезден) е фрайхер от саксонския род Фризен, лейтенант и президент на I. камера на Саксонското народно събрание.
Той е третият син на (от 11 деца) на политика фрайхер Йохан Георг Фридрих фон Фризен (1757 – 1824) и втората му съпруга Юлиана Каролина фон дер Шуленбург (1764 – 1803), дъщеря на граф Гебхард Вернер фон дер Шуленбург (1722 – 1788) и София Шарлота фон Велтхайм (1735 – 1793). Баща му Йохан Георг Фридрих се жени трети път на 15 юли 1819 г. се жени трети път за Каролина Бамбергер, която от 28 години е домашна помощница и възпитателка на децата му, без да съобщи на обществото. Той обаче ѝ позволява като Мадмоазел Бамбергер да участва в обществения живот на фамилията Фризен.
През 1816 г. Фридрих фон Фризен започва да следва право в университета в Лайпциг и завършва през 1820 г. Той работи известно време при адвокат в Дрезден и след това започва държавна служба. До 1830 г. той става таен финансов съветник в министерството в Дрезден.
През 1824 г. той заедно с братята си Ернст фон Фризен (1800 – 1869) и Херман фон Фризен (1802 – 1882) наследява трите рицарски имоти на баща им. Той получава Рьота (при Лайпциг) и купува през 1846 г. рицарското имение Трахенау (до Лайпциг) от брат си Херман.
През 1826 г. той получава титлата саксонски камерхер. Той участва в народното събрание 1824, 1830 и 1831 г. През 1842 г. саксонският крал Фридрих Август II го приема доживотно в I. камера. Той е считан към групата на най-богатите и влиятелни рицарски собственици на Саксония. През 1847 г. той е президент на I. камера на Саксонското народно събрание.
Тогава крал Йохан през 1869 г. му дава титлата истински таен съветник
с правото за наричане с „екселенц“. Той е до 1869/70 г. президент.
Фрзен умира бездетен през 1871 г. в Дрезден и е погребан в Рьота. Рицарското му имение остава на фамилията.

## Фамилия
Фридрих фон Фризен се жени на 9 януари 1826 г. за графиня Йохана Августа фон Айнзидел от род Волкенбург. Бракът е бездетен и те се развеждат през 1836 г. На 11 септември 1838 г. той се жени втори път за по-младата с 25 години графиня Матилда фон Каниц. Бракът също е бездетен.

## Произведения
- Vortrag an die ritterschaftlichen Herren Stände des Leipziger Kreises, Leipzig 1844
- Den Herren Ständen des Leipziger Kreises in treuer Verehrung und Dankbarkeit gewidmet, Rötha 1863.